# Chris Paul
Christopher Emmanuel Paul (født 6. maj 1985, i Winston-Salem, North Carolina) er en amerikansk basketballspiller, der spiller som point guard i NBA-klubben Golden State Warriors. Chris Paul blev draftet af New Orleans Hornets som det 4. overall draft pick i 2005, men skiftede til L.A. Clippers i 2011. Den 28. juni 2017 blev han solgt til Houston Rockets, hvor han spillede to sæsoner. Den 16. juli 2019 skiftede han til Oklahoma City Thunder i en byttehandel for Russell Westbrook.    
I 2008 blev han udvalgt til ligaens All-Star kamp for sine stærke præstationer, og i 2013 vandt han Allstar MVP i Houston.

## Landshold
Paul repræsenterede i 2006 det amerikanske landshold ved VM i Japan, hvor holdet vandt bronzemedaljer. Han var med i truppen ved OL 2008 i Beijing, hvor de normalt overlegne amerikanere havde revanche til gode, efter at de ved legene fire år tidligere "kun" også kun havde vundet bronze. Med en ny træner indledte de legene med at besejre Kina med 101-70, og derpå gik det med overbevisende sejre i de øvrige indledende kampe, herunder med sejr over verdensmestrene fra 2006, Spanien. I kvartfinalen blev det sejr over Australien med 116-85, mens Argentina i semifinalen blev besejret med 101-81, inden det i finalen blev endnu en match mod Spanien. Det amerikanske hold, der af den hjemlige presse var blevet døbt "Redeem Team", levede op til forventningerne, men blev ret hårdt presset af modstanderne og førte blot med fire point med to minutter tilbage. Amerikanerne trak dog fra og hentede guldet med 118-107; Argentina vandt bronze.
Ved OL 2012 i London var amerikanerne igen storfavoritter og havde mange af stjernerne fra 2008 med igen, heriblandt Kobe Bryant, LeBron James og Chris Paul. De var igen i indledende pulje stort set overlegne og vandt blandt andet med hele 156-73 over Nigeria, en kamp der satte en række olympiske rekorder, herunder samlet antal point og største forskel. Den følgende kamp mod Litauen var dog anderledes tæt og blev kun vundet med fem point. I knockoutrunden vandt de nemt over Australien og Argentina, inden finalen igen stod mod Spanien. Her spillede de to hold lige op de første tre quarters, inden USA i fjerde trak fra og vandt 107-100 og dermed genvandt guldet, mens Rusland vandt bronze. I turneringen var Paul blandt de toneangivende spillere og var blandt andet den spiller, der med 20 steals toppede denne liste.